# Piotrowo (województwo warmińsko-mazurskie)
Piotrowo (przed 1945 niem. Petersdorf) – wieś w Polsce położona w województwie warmińsko-mazurskim, w powiecie lidzbarskim, w gminie Lubomino.
W latach 1975–1998 miejscowość położona była w województwie olsztyńskim. Wieś znajduje się w historycznym regionie Warmia.